# Aarón Quirós
Pour les articles homonymes, voir Quirós.
Aarón Quirós, né le 31 octobre 2001 à Monte Grande, est un footballeur argentin qui joue au poste de défenseur central au Vélez Sarsfield.

## Biographie

### Carrière en club
Né à Monte Grande en Argentine, Aarón Quirós est formé par le CA Banfield, où il commence sa carrière professionnelle en championnat d'Argentine. Il joue son premier match avec l'équipe première du club le 11 avril 2021 contre Rosario Central.

### Carrière en sélection
En janvier 2024, il prend part au Tournoi pré-olympique avec l'équipe d'Argentine des moins de 23 ans en 2024,.
L'Argentine termine deuxième de la compétition après avoir battu et éliminé le Brésil lors de la dernière journée, se qualifiant ainsi pour les Jeux olympiques,.

## Palmarès
Argentine -23 ans
- Tournoi pré-olympique sud-américain
  - Deuxième en 2024